# Astragalus beketovii
Astragalus beketovii es una especie de planta del género Astragalus, de la familia de las leguminosas, orden Fabales.
Fue descrita científicamente por (Krassn.) B. Fedtsch.